# Giuseppe Buratti
Giuseppe Buratti   (Motta Visconti, 3 de novembre de 1929 - Motta Visconti, 26 de maig de 2008) va ser un ciclista italià, professional durant la dècada de 1950. En el seu palmarès destaca la victòria al Gran Premi de la muntanya de la Volta a Espanya de 1955.

## Palmarès
- 1954
  - Vencedor d'una etapa al Giro dels Alps Apuans
- 1955
  - Vencedor del Gran Premi de la muntanya a la Volta a Espanya

### Resultats al Giro d'Itàlia
- 1953. Abandona
- 1955. Abandona (2a etapa)
- 1956. Abandona
- 1958. Abandona (9a etapa)

### Resultats a la Volta a Espanya
- 1955. 8è de la classificació general. 1r del Gran Premi de la muntanya
- 1956. 13è de la classificació general
- 1958. Abandona (7a etapa)